# 底圩乡
底圩乡，是中华人民共和国云南省文山壮族苗族自治州广南县下辖的一个乡镇级行政单位。

## 行政区划
底圩乡下辖以下地区：
底圩村、普盆村、普龙村、叮当村、者嘎村、石尧村、同剪村和坝庄村。